# Jules Wielhorski
Jules Casimir Wielhorski, né le 16 décembre 1875 à Nancy et mort le 24 février 1961 à Kérity (Penmarc'h), est un peintre français d'origine polonaise.

## Biographie
Jules est le fils de Jean Wielhorski (1841-1900), exilé polonais devenu marchand tailleur, et de Clarisse Ehrmann (1842-1929).
Son talent pour le dessin est repéré dès l'enfance et il devient rapidement le meilleur élève d'Emile Larcher, professeur de dessin réputé à l'École des beaux-arts de Nancy. En 1895, il remporte le premier prix de dessin et de peinture de la ville de Nancy. Le 25 juillet de cette même année, il est reçu premier aux Beaux-Arts de Paris.
En novembre 1896, il remporte le premier prix du concours des esquisses peintes avec une huile sur toile dont le sujet à caractère héroïque annonce déjà les thèmes antiques de la villa Primavera et qui s'intitule Andromaque suppliant Thétis devant son autel (École nationale supérieure des beaux-arts de Paris).
Son maitre est Léon Bonnat (1833-1922).
En 1901, à Rouen, il épouse Augustine Ernestine Lutot (1876-1918).
Dans le style Art Nouveau, il décore la salle de restaurant de l'hôtel Langham à Paris.
Pour la Villa Primavera à Cap-d'Ail, il est décorateur.
Dans la capitale, Modigliani peint le portrait du père, le comte Jean Wielhorski (1917).
Après la guerre, il devient professeur de dessin dans deux écoles parisiennes.
Sa vie se termine à Kérity (Penmarc'h), à l'âge de 85 ans.

## Élèves
- Maurice Georges Poncelet[4].

- Robert Bouchet (1898-1986), artiste peintre, il compte parmi les facteurs de guitare classique les plus appréciés du XXe siècle. Emilio Pujol, Julian Bream, Ida Presti et Alexandre Lagoya ont joué sur ses instruments, qui sont aujourd'hui recherchés des musiciens et des collectionneurs. Dans son Cahier d'atelier, rédigé vers 1950, Bouchet dessine les étapes de la construction d'une guitare dans la tradition artisanale espagnole.

## Fratrie
- Jean Frédéric Wielhorski (1974-?) est architecte et fut lauréat du premier second grand prix de Rome en architecture en 1903[5].
- Edmond est lieutenant au 26e RI[6].

## Œuvres

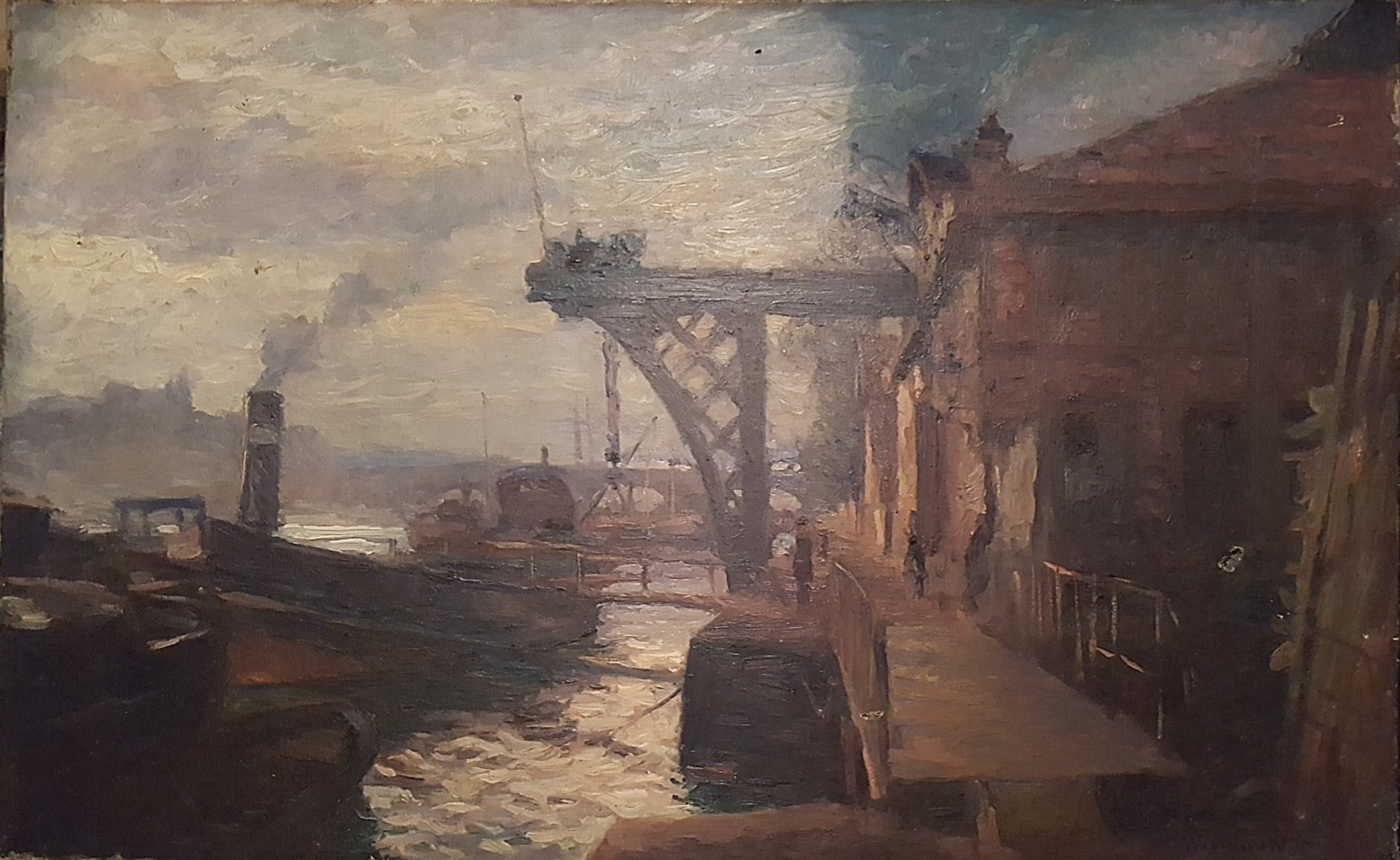
Tableau d'un port du début du XXe siècle

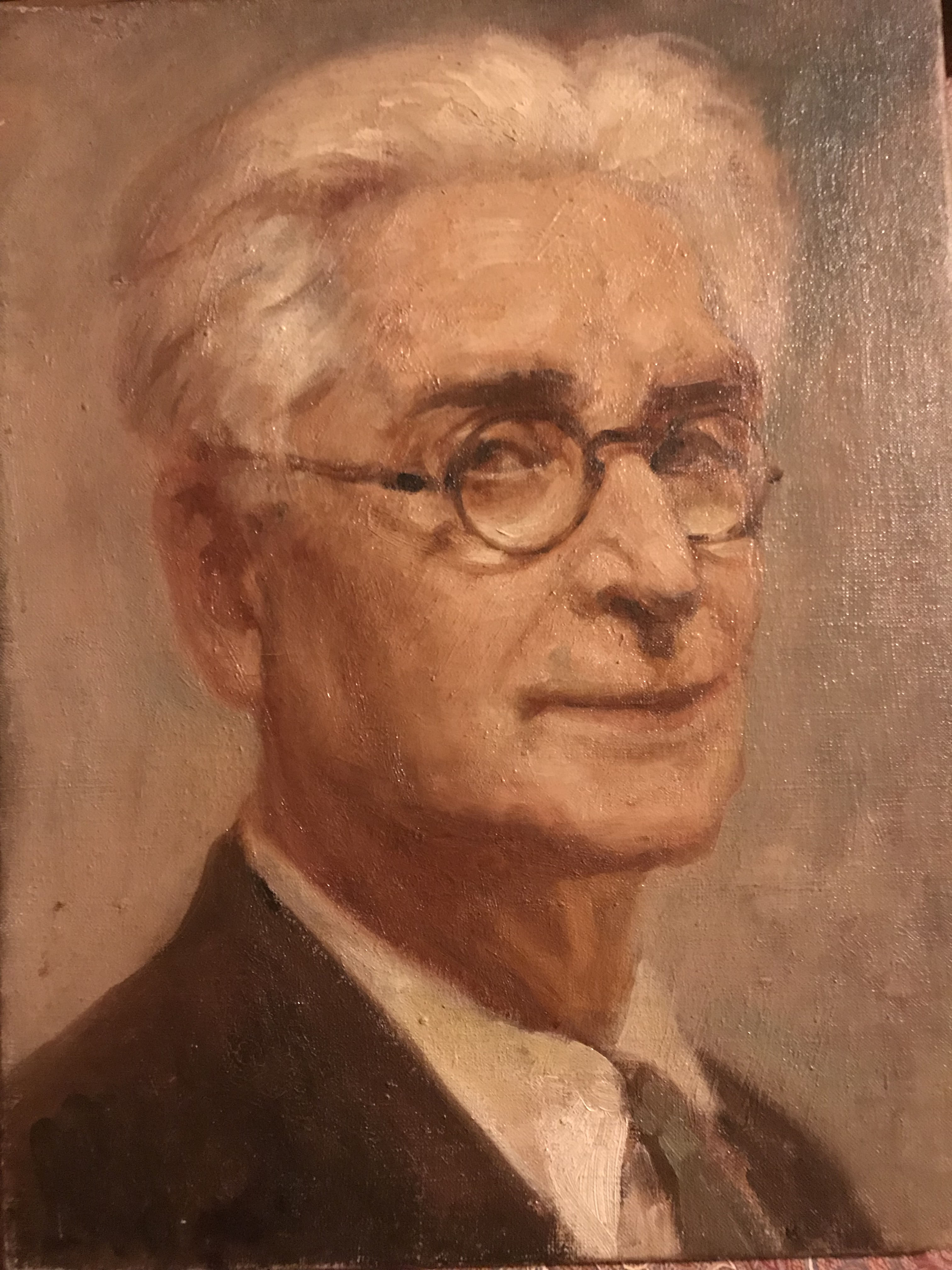
Autoportrait

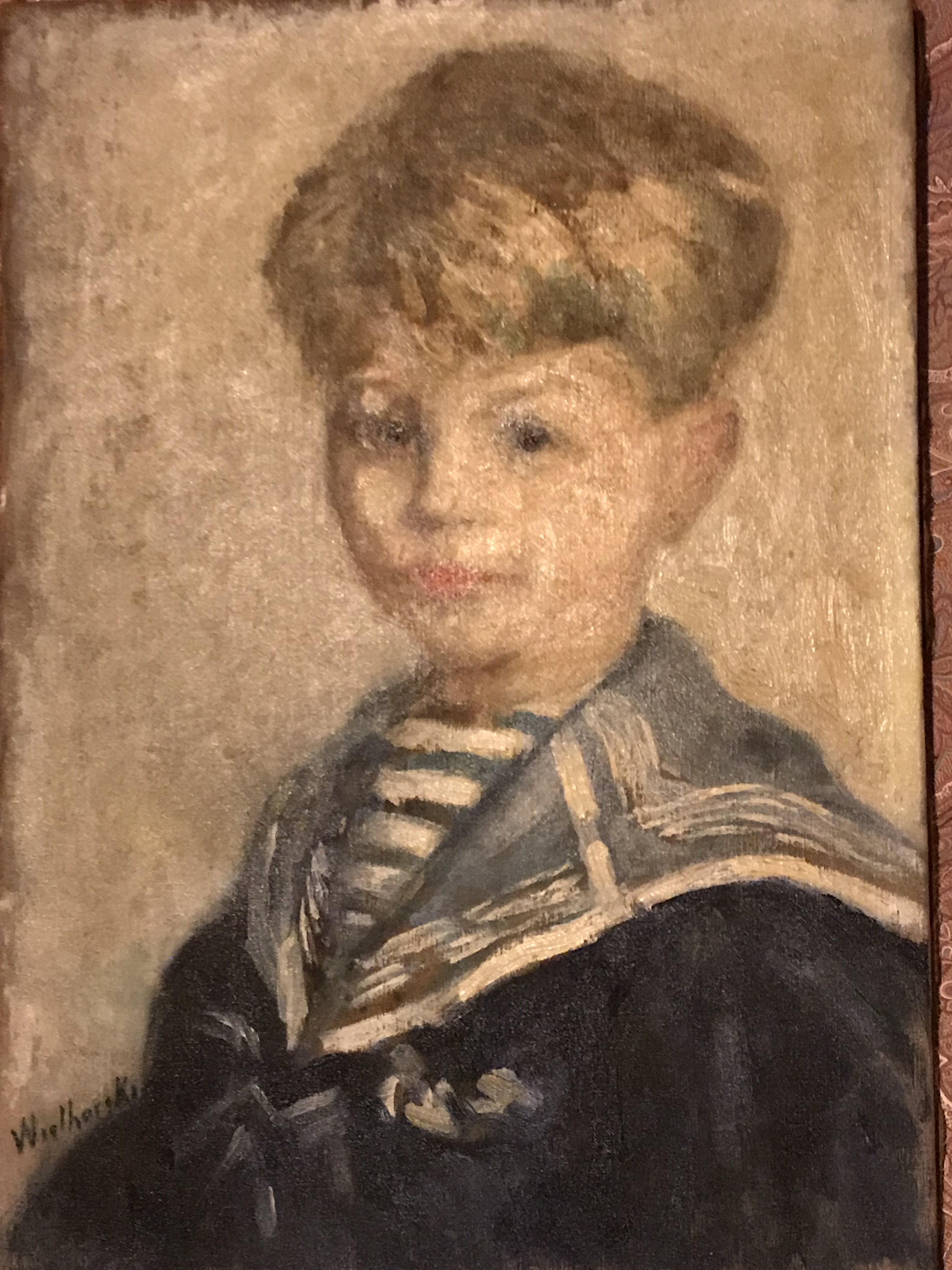
Son fils Edmond Wielhorski